# Nizozemské korunovační klenoty

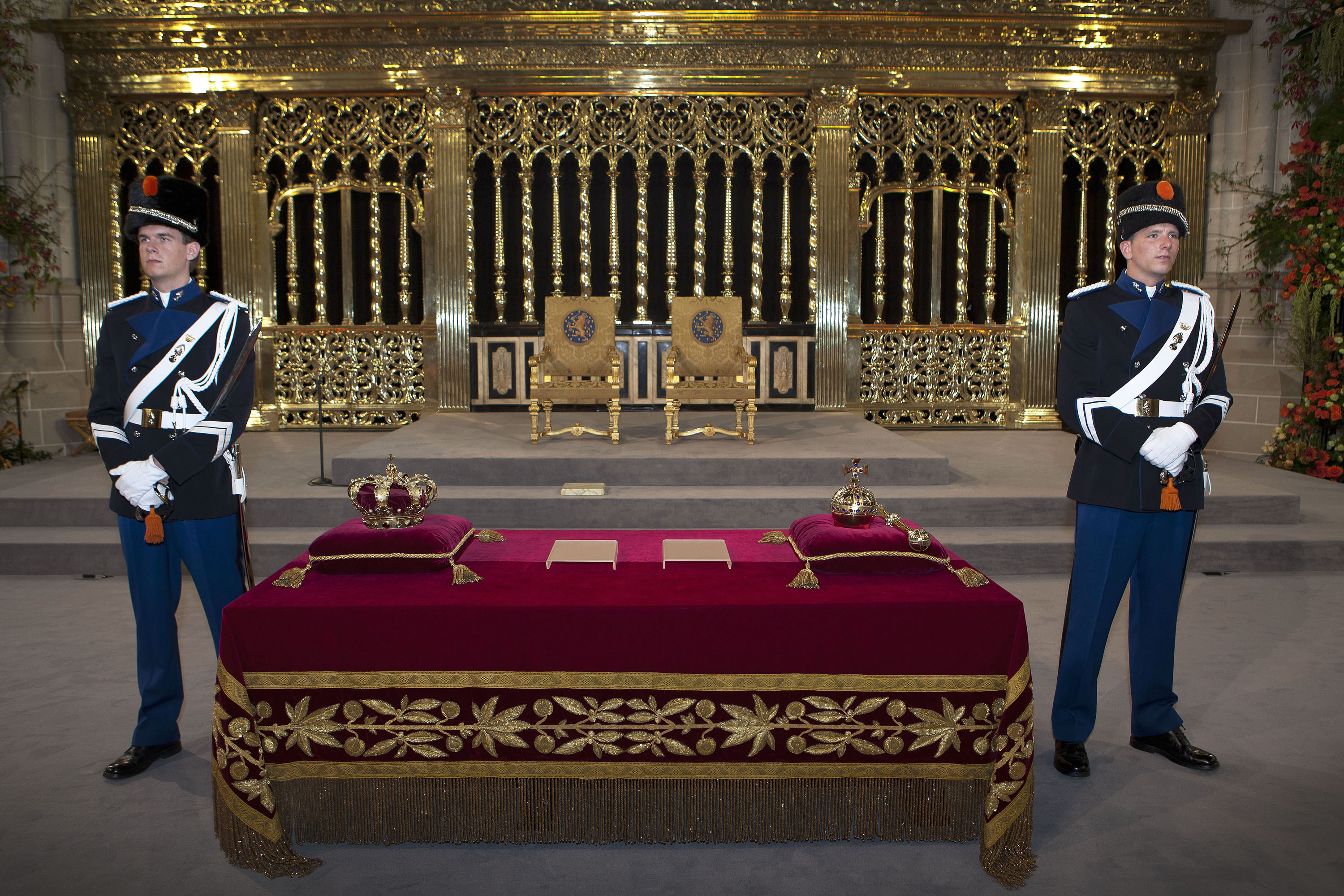
Nizozemské korunovační klenoty během intronizace krále Viléma-Alexandra (2013).

Nizozemské korunovační klenoty (také známé jako holandské klenoty či insignie) jsou ve srovnání s jinými evropskými klenoty relativně mladé. Byly zhotoveny na rozkaz nizozemského krále Viléma II. v roce 1840. Původní, mnohem skromnější korunovační klenoty dal vyrobit ze stříbra král Vilém I. v roce 1815.
Nizozemské korunovační klenoty se skládají z: 
- královské koruny, symbolizující suverenitu Nizozemského království, které se v současnosti skládá ze samotného Nizozemska v západní Evropě (pod které administrativně spadají i ostrovy Bonaire, Saba a Svatý Eustach) a tří zámořských území v Karibiku (Curaçaa, Svatého Martina a Aruby). Koruna byla vyrobena v Amsterdamu zlatníkem Bonebakkerem z pozlaceného stříbra, osázená drahými kameny a perlami;

- královské žezlo, které symbolizuje vládnoucího krále či královnu;

- královské jablko, symbolizující suverenitu státu

- státní meč, symbolizující schopnost panovníka;

- královskou vlajku.

Nizozemští panovníci nebyli nikdy těmito klenoty korunováni (mimo jiné důvody i díky váze koruny[zdroj?]), avšak během korunovačního obřadu jsou klenoty vystaveny. Vlajka s mečem jsou vedle trůnu vystaveny při slavnostním slibu.